# Teobaldo el Anciano
Teobaldo de Tours, apodado el Anciano o el Viejo (también escrito Tibaldo o en francés Thibaud, Thibaut, Thibauld, Theobald o Tetbald; c.890-943), fue vizconde de Tours y Blois, en Francia, durante el reinado del duque Hugo el Grande (c.898-956). 
Como fundador de la familia tibaldiana, es el antepasado común de todos los miembros de la casa de Blois, que gobernó el contado de Blois hasta el siglo XIV, Champaña desde 1019 y Navarra desde 1234. 
Políticamente próximo a los carolingios desde el primer matrimonio de su cuñada Rohaut con Hugo el Grande, primero fue nombrado vizconde de Tours en 909 en sustitución de Fulco I de Anjou, transferido al condado de Nantes para garantizar la seguridad de la marca de Bretaña tras la muerte del rey Alano I, y luego fue investido vizconde de Blois desde 940 hasta su muerte.

## Vida

### Antecedentes
Se considera que Teobaldo nació entre los años 883 y 890 en el centro de Francia. Dado que las fuentes que describen sus orígenes no son contemporáneas, resulta difícil establecer con exactitud su infancia.
Las fuentes disponibles tampoco son coherentes, y algunos autores llegan a confundirle con Walnegaldo, su supuesto predecesor, con Teobaldo I, su supuesto hijo, o incluso con su nieto, Teobaldo de Blois, que murió cuando era joven.

### Teobaldo el vizconde
Fue supuestamente investido vizconde de Blois por primera vez en 906, tras la muerte de su predecesor Walnegaldo.
Políticamente próximo a los Robertianos y en particular al duque Hugo el Grande, Teobaldo fue nombrado entonces vizconde de Tours en 908, en sustitución de Fulco I de Anjou, que había sido trasladado a Nantes para garantizar la seguridad de la marca de Bretaña tras la muerte del rey Alano I, también en 906. En efecto, Teobaldo aparece mencionado en una carta fechada el 30 de octubre del 909, que oficializa la transferencia de la propiedad del título. Con esta escritura, adquirió también la propiedad de la abadía de Marmoutier, a la que él y su familia ayudaron durante todo el siglo. Si su hijo mayor nació circa 910, se habría casado con Richilda en la misma época.
En 941, parece que decidió ceder Tours a su hijo. Después parece haber permanecido en Blois hasta su muerte en 943.

## Teobaldo el Misterioso

### Controversias sobre su vida
Algunos historiadores también le atribuyen variaciones en el calendario de títulos adquiridos anteriormente, aunque esto es poco probable.

#### Teobaldo, vizconde de Chartres en el 904
Según los cronistas Guillermo de Jumièges (siglo XI) y Alberico de Trois-Fontaines (siglo XIII), apoyados por Jacques Flach, Teobaldo adquirió Chartres en 904 sucediendo al normando Hastein. Sin embargo, el encuentro entre Teobaldo y el jefe normando parece hoy "inverosímil" según René Merlet y Jules Lair, ya que es improbable a la vista de las fechas, salvo si haya confusión con Hrolf Ganger.
Además, en aquella época, este Teobaldo ya habría sido nombrado vizconde de Tours con anterioridad (probablemente antes de la llegada de Fulco I, mencionado como vizconde en una carta de 898), antes de aventurarse hacia Saumur en el año 900.

#### Teobaldo, vizconde de Tours en el 905
Para otros, Teobaldo simplemente heredó el vizcondado de Tours de su padre, Walnegaldo, fallecido circa 905. Este Teobaldo no habría muerto en 943, sino entre 957 y 960, pero es más probable que se trate de una mención a su nieto, Teobaldo de Blois, que murió prematuramente en batalla entre 958 y 962.

#### Teobaldo, conde de Blois en el 920
Durante el Antiguo Régimen, otros también consideraron que Teobaldo ascendió directamente a ser conde de Blois en 920, durante las guerras civiles de Carlos III el Simple, como Teobaldo I, hasta su muerte en 959. Su hijo, el Tramposo, no habría necesitado "hacer trampas" entonces, ya que simplemente le habría sucedido como Teobaldo II (desplazando así la numeración de los condes hasta Teobaldo VII). Si este es el relato nacional, ciertamente alejado de la realidad, estas fechas no están elegidas al azar porque resuenan con el nombramiento de Teobaldo el Viejo en Tours en 909 y luego con las conquistas del Tramposo entre 958 y 960 y la muerte de su hijo en esos años.

#### Teobaldo el Viejo igual a Teobaldo el Tramposo
Por último, algunos autores confunden los personajes de Teobaldo el Viejo y su hijo, el Tramposo. Para estos autores, sólo hubo un Teobaldo, nacido circa el 860 y muerto por el 970. Este Teobaldo habría sido conde de Blois a partir de 924, tras la muerte del rey Roberto I el año anterior, y se habría ganado su doble apodo del Viejo Tramposo entre 956 y 960 al conquistar los condados de Tours, Chartres y Châteaudun en detrimento del joven Hugo Capeto.
En apoyo de esta tesis, el historiador Louis de La Saussaye menciona una carta firmada en 924 por el rey Raúl en la que concede la capilla de San Leobino, entonces abajo del castillo de Blois, a los monjes de San Lomer, lo que indica que el Viejo Tramposo habría sido conde ya en ese año.
Cuando Louis de La Saussaye evoca la leyenda de la Caza Infernal de Teobaldo el Tramposo, se dice también que el espíritu maligno es el del Viejo además del de Champaña, en referencia a su descendiente, Teobaldo II de Champaña.
El argumento de un único Teobaldo, esgrimido principalmente por Ferdinand Lot, ha sido criticado, entre otros, por Joseph Depoin. Según él, Teobaldo el Viejo, centenario en el siglo X, hiciera demasiado honor a su apodo.

### Controversias sobre sus orígenes
También sus orígenes son muy controvertidos. La falta de registros escritos de la época divide a los historiadores que tratan de identificar a los antepasados de Teobaldo. Como este nombre es de uso corriente en esta familia, es legítimo vincular ciertas menciones en favor de otras, potencialmente ciertas.
No obstante, es muy probable que Teobaldo el Viejo se diferencie de su predecesor, Warnegaldo, y de su hijo, Teobaldo I, que llegó a ser conde. Por otra parte, sus vínculos con Ingón y Gerlón son cada vez más discutidos, ya que se relacionan con personajes legendarios o más antiguos.

#### Teobaldo como descendiente de Ingón
En su crónica, el monje de San Bertín presenta a un hombre llamado Gerlón, entonces feudo de Blois, como el padre de Teobaldo. Más tarde, el monje Richer detalla que un mozo de cuadra, llamado Ingón, había sido notado por el rey Odo en 892 durante una batalla contra los Normandos, cerca de Montpensier. Más concretamente, fue el abanderado del rey y mató a un llamado Catillus. Como recompensa, el rey le habría ofrecido la fortaleza de Blois, cuyo guardián fue asesinado por piratas. Ingón se habría casado con la viuda del antiguo señor (una práctica común en la época), pero murió al año siguiente, dejando un hijo, Gerlón, a quien el rey ofreció una educación a través de un tutor, posiblemente llamado Warnegaldo. Se dice que Gerlón no era otro que el sobrino de Rollón, por lo que podría ser un simple apodo de Teobaldo el Viejo, o bien podría tratarse del predecesor de Teobaldo sin verdadera filiación. El cronista Glaber cuenta una historia parecida, pero hace de Ingon un guerrero llamado Hastein, de origen champañés o borgoñón, del que se dice que se unió a los normandos, y cuyo hijo Teobaldo se volvió contra ellos aliándose con los francos. Sin embargo, se ha demostrado que las figuras de Gerlón e Ingón pueden corresponder a otros personajes descritos a continuación o que se trata simplemente de leyendas locales.

#### Teobaldo como descendiente de condes locales
Algunos historiadores lo consideran hijo de un tal Odo de Chartres, también llamado Eudes o Warnegaldo, pariente de un tal Teobaldo II de Chartres (de quien se dice que expulsó al propio Hastein y conquistó así el país de Chartres), y se dice que ambos descienden del conde Gerold I de Vintzgau y, por tanto, están emparentados con Carlomagno. En efecto, Carlomagno había elevado a principios del siglo IX a su cuñado Adriano como conde de Orleans, quien luego cedió sus derechos sobre Orleans a Odo, que a su vez los transfirió a su hijo Guillermo. Sin embargo, Guillermo fue finalmente ejecutado en 866 por traición al rey, y su hijo, Teobaldo, acabó desheredado. Se dice que su hijo mayor, Teobaldo, el segundo del nombre, recuperó el condado de Chartres del caudillo normando Hastein en 886. Al morir sin descendencia, Teobaldo II habría legado Chartres a su hermano menor, llamado Eudes, Odón o Warnegaldo. Así pues, los antepasados de Teobaldo habrían tenido plenos derechos sobre numerosos feudos de la región durante varias generaciones, sobre todo teniendo en cuenta que el primer conde de Blois, Guillermo, era hijo de Adriano de Orleans.

#### Teobaldo como descendiente de caudillos normandos
Para otros, Teobaldo era hijo de un normando Tetbold emparentado con Rollón. Tetbold fue investido por primera vez conde de Tours por los reyes hermanos Luis III y Carlomán II. En la abadía de Marmoutier, se dice que conoció a Hugo el Abad, tras lo cual pudo convencer al líder vikingo Hastein para que le vendiera el condado de Chartres, aunque finalmente lo tomó. Así pues, a la vista de las fechas, este Tetbolt podría ser el padre de Teobaldo pero, aunque existe confusión entre Warnegaldo o Teobaldo en cuanto a su identidad, esta teoría puede ser coherente con las fuentes de las demás presentadas en este artículo.

#### La madre de Teobaldo afiliada a Roberto el Fuerte
Algunos historiadores consideran que las tierras de Blois fueron adquiridas por Teobaldo gracias a la dote de su madre (o esposa), llamada Riquilda, que era hermana (o hija) del conde Roberto el Fuerte. Por ello, Teobaldo el Viejo y su hijo no serían más que la misma persona que habría sido nombrada conde de Blois ya en 924.
Sin embargo, los vínculos directos entre Teobaldo y Roberto el Fuerte fueron refutados por Henri d'Arbois de Jubainville.

#### Teobaldo como descendiente de condes borgoñones
Llegó a las orillas del río Loira a principios del siglo X y era de alta extracción franco-burgundia, emparentado con el bosónido Hugo de Arlés, que había llegado a ser rey de Italia, y con su padre Teobaldo de Arlés.

#### Teobaldo como descendiente de condes de Troyes
Una sexta hipótesis es que fuera hijo de un Ricardo de Troyes, pero no se conoce ningún conde de ese nombre en esta región; podría tratarse de una confusión con su hijo Ricardo, a quien concedió tierras para la construcción de una abadía cerca de Troyes.

## Descendencia

### Controversia sobre la identidad de su esposa
Se dice que Teobaldo se casó con una noble llamada Riquilda (890 - †942), pero los historiadores no consiguen identificarla correctamente. Puede haber sido :
- Riquilda de Bourges, supuesta hermana[41] o hija[42][43][44] de un conde Hugo II, primer marido de Rothilde de Francia, hija del rey Carlos el Calvo (a su vez nieto de Carlomagno) y Riquilda de Provenza;
- Riquilda de Neustria, hermana[36] (o hija)[37][38] del duque Roberto el Fuerte;
- Riquilda de Maine,[45] posible hija de Rothilde de Francia en segundas nupcias con el conde Roger, que sería por tanto tía por matrimonio de Hugo el Grande;[45] o posible hija de un sobrino del conde Geoffrey de Maine.[16]

Para algunos, una de estas Riquilda también podría resultar ser la madre de Teobaldo, incluida Riquilda de Bourges. Ya se trate de la madre o de la esposa de Teobaldo (o incluso de dos personas con el mismo nombre), la presencia de una Riquilda de Bourges en la familia pudo en cualquier caso contribuir al nombramiento de Ricardo de Blois para el arzobispado de Bourges.

### Hijos
Con Riquilda, Teobaldo tuvo como hijos a:
1. Teobaldo I de Blois, conocido como el Tramposo (c.910 - †977), que le sucedió en su cargo;
2. Ricardo († 969), arzobispo de Bourges;
3. Una hija, que sería la madre de Drogo de Bretaña, de su primer matrimonio con el duque Alano II. Viuda desde el 952, se casó con el conde Fulco II de Anjou, que murió en 958.

## Títulos
| Predecesor: Fulco I de Anjou | Vizconde de Tours 909 - 941 (32 años) | Sucesor: Teobaldo I de Blois |
| Predecesor: Hugo el Grande   | Vizconde de Blois 940 - 943 (3 años)  | Sucesor: Teobaldo I de Blois |

## Documentación
- Pierre Riché, Les Carolingiens, une famille qui fit l'Europe, Paris, Hachette, coll. « Pluriel », 1983 (réimpr. 1997), 490 p., ISBN 2-01-278851-3 (en francés).
- Jean-Charles Volkmann, Bien connaître les généalogies des rois de France, Éditions Gisserot, 1999, 127 p., ISBN 978-2-87747-208-1 (en francés).
- Michel Mourre, Le Petit Mourre. Dictionnaire d'Histoire universelle, Éditions Bordas, 2007, ISBN 978-2-04-732194-2 (en francés).
- Jean Gouget y Thierry Le Hête, Les comtes de Blois et de Champagne et leur descendance agnatique (en francés).
- Martin Le Franc, L'estrif de fortune et vertu, Volumen 157, 1999, p. 661 (en francés).